# DHC Rheinland
Der Dormagener Handball-Club Rheinland war ein Handballverein aus Dormagen. Der Verein entstand als eine Ausgliederung der Profimannschaft aus der Handballabteilung des TSV Bayer Dormagen mit dem Zweck der wirtschaftlichen Eigenständigkeit. Nach dem Ausstieg des bisherigen Hauptsponsors Bayer AG aus dem Handballsport wurde die erste Herrenmannschaft als eigenständiger Verein ausgegliedert. Die Heimspiele fanden im TSV Bayer Sportcenter statt, das für die Ligaspiele vom TSV Bayer Dormagen gemietet wurde. Heute startet die erste Mannschaft wieder für den Stammverein TSV Bayer Dormagen.

## Geschichte

Logo des TSV Bayer Dormagen

### Gründung
Unter dem Namen TSV Bayer Dormagen wurde die Handballabteilung 1949 gegründet. Zunächst spielte man ausschließlich Feldhandball und ab 1959 auch Hallenhandball. Die wachsende Popularität des Hallensports führte schließlich dazu, dass der Feldhandball 1976 eingestellt wurde.

### Aufstieg bis in die Handball-Bundesliga
Nach 15 Jahren in unteren Ligen stieg die Mannschaft des TSV Bayer Dormagen 1974 erstmals in die Regionalliga auf. 1982 folgte der Aufstieg in die 2. Handball-Bundesliga. Von 1987 bis 1998 spielte der Verein erstmals in der 1. Handball-Bundesliga. Nach einem Jahr in der zweiten Liga gelang erneut der Aufstieg in die 1. Bundesliga. Nach zwei Jahren musste man aber wieder absteigen; aus finanziellen Gründen wechselte der Verein freiwillig in die Regionalliga West. Der Verein fing sich aber schnell wieder und stieg im nächsten Jahr wieder in die 2. Handball-Bundesliga auf.
Im Jahr 2008 konnte sich der Verein erneut für die 1. Handball-Bundesliga qualifizieren. Zum Ende der Saison 2008/09 hat der Verein zwar nur Platz 16 erreicht, durch den Zwangsabstieg von TUSEM Essen und der HSG Nordhorn aus finanziellen Gründen und den sportlichen Abstieg des Stralsunder HV war der Verbleib auch ohne Relegation sportlich gesichert.
Im Jahr 2009 wurde die Handballsparte nach dem Rückzug des Hauptsponsors unter dem Namen TSV Dormagen eigenständig weiter betrieben.

### Finanzielle Probleme seit 2010
Ein finanzieller Engpass wurde vom ehemaligen Hauptsponsor Bayer noch abgewendet, dafür erklärte dieser sein endgültiges Ausscheiden zum 30. Juni 2010. Nach der Ausgliederung des Profihandballs aus dem Hauptverein – eine Forderung des Sponsors des Hauptvereins – in eine Spielbetriebs-GmbH mit drei Gesellschaftern sowie dem Hauptverein mit einer Sperrminorität von 26 Prozent, startete die erste Herrenmannschaft unter dem Namen Dormagener Handball-Club Rheinland.
Die finanziellen Probleme bekam der Verein nicht gelöst; am 7. Februar 2011 wurde bekannt, dass die Spielbetriebs-GmbH Insolvenz anmelden muss; damit stieg der DHC Rheinland zwangsweise aus der 1. Handball-Bundesliga ab.
 Zum Insolvenzverwalter wurde der Düsseldorfer Rechtsanwalt Dirk Andres bestellt.
Nach einem erfolgreichen Insolvenzverfahren ist der DHC Rheinland seit Juni 2011 saniert und hat von der Handball-Bundesliga die Lizenz für die Saison 2011/2012 in der 2. Handball-Bundesliga bekommen, allerdings mit der Auflage von acht Minuspunkten durch die Eröffnung des Insolvenzverfahrens. Der Klub hatte zunächst keine Lizenz für die 2. Handball-Bundesliga erhalten. Gegen den Lizenzentzug hatte der DHC bei der HBL Beschwerde eingelegt, welche abgelehnt wurde. Erst durch die Entscheidung eines neutralen Schiedsgerichtes hatte dem Klub die Lizenz unter der Auflage zugesichert, dass das Insolvenzverfahren bis zum 10. Juni 2011 aufgelöst wird.
Auf einer gemeinsamen Pressekonferenz am 27. Dezember 2011 haben der DHC Rheinland und die HSG Düsseldorf die Gründung einer Spielgemeinschaft zum 1. Juli 2012 unter dem Namen DDHC Rheinland (Dormagener Düsseldorfer Handball Club) bekanntgegeben.
Als Vorgriff auf die künftige Spielgemeinschaft, die insbesondere bei den Fans beider Vereine äußerst umstritten war, wechselten zur Rückrunde der Saison zwei Leistungsträger der HSG Düsseldorf nach Dormagen.
Am 6. März 2012 zog der DHC wegen erneuter finanzieller Schwierigkeiten seinen Lizenzantrag für die Saison 2012/13 in der 2. Handball-Bundesliga zurück. Damit platzte auch die geplante Spielgemeinschaft mit der HSG Düsseldorf für die Saison 2012/13. Der DHC trat ab der neuen Spielzeit als TSV Bayer Dormagen in der 3. Liga an. Gleichzeitig mit dem Rückzug des Lizenzantrags stellte der Geschäftsführer Heinz Lieven beim Amtsgericht Düsseldorf einen Insolvenzantrag. Grund seien fehlende Einnahmen im niedrigen sechsstelligen Bereich.

## Saisonbilanzen seit 2000
| Saison  | Spielklasse       | Platz | Sp | S  | U | N  | Tore     | Diff. | Punkte |
| ------- | ----------------- | ----- | -- | -- | - | -- | -------- | ----- | ------ |
| 2000/01 | 1. Bundesliga     | 17    | 38 | 12 | 2 | 24 | 888:981  | −093  | 26:50  |
| 2001/02 | Regionalliga West | 1     | 30 | 30 | 0 | 0  | 924:615  | 309   | 60:0   |
| 2002/03 | 2. Bundesliga Süd | 12    | 34 | 14 | 2 | 18 | 893:948  | −055  | 30:38  |
| 2003/04 | 2. Bundesliga Süd | 4     | 34 | 21 | 3 | 10 | 910:853  | 57    | 45:23  |
| 2004/05 | 2. Bundesliga Süd | 3     | 34 | 23 | 2 | 9  | 1015:903 | 112   | 48:20  |
| 2005/06 | 2. Bundesliga Süd | 2     | 36 | 27 | 5 | 4  | 1121:932 | 189   | 59:13  |
| 2006/07 | 2. Bundesliga Süd | 2     | 34 | 23 | 6 | 5  | 1024:886 | 138   | 52:16  |
| 2007/08 | 2. Bundesliga Süd | 1     | 34 | 29 | 2 | 3  | 1060:865 | 195   | 60:8   |
| 2008/09 | 1. Bundesliga     | 16    | 34 | 7  | 5 | 22 | 871:1027 | −156  | 19:49  |
| 2009/10 | 1. Bundesliga     | 16    | 34 | 6  | 2 | 26 | 891:1058 | −167  | 14:54  |
| 2010/11 | 1. Bundesliga 1   | 16    | 34 | 8  | 0 | 26 | 848:1006 | −158  | 16:52  |
| 2011/12 | 2. Bundesliga     | 19    | 38 | 13 | 1 | 24 | 990:1039 | −49   | 19:49  |
| 2012/13 | 3. Liga West 2    | 1     | 28 | 22 | 1 | 5  | 870:736  | 134   | 45:11  |